# مبهم‌سازی کد
در توسعه نرم‌افزار مبهم‌سازی کد (به انگلیسی: Obfuscation) به مبهم سازی (و یا مشوش سازی) عامدانه کد منبع یا کد ماشین به شکلی که درک آن برای انسان سخت باشد، گفته می‌شود. برخی زبان‌های برنامه‌نویسی تمایل بیشتری به مبهم سازی دارند. در رأس آن‌ها، زبان‌هایی از قبیل C، C++ و Perl انتخاب‌های اول برای مبهم سازی هستند. ماکروهای پیش‌پردازش شونده(Macro Preprocessors)، یکی از روش‌های موردعلاقه برای پوشش گذاشتن بر روی ترکیبات و گرامر اصلی کدها و در نتیجه پایین آوردن خوانایی کد منبع هستند. با این کار دستورها و ترکیبات اصلی را طوری تغییر می‌دهند که دیگر برای خواننده قابل‌هضم نباشد. در این میان برنامه‌هایی بانام «مبهم ساز» نیز وجود دارند که پس از گرفتن کد منبع یا کد شیء آن را بسته به هدفی خاص به شکل خودکار مبهم سازی می‌کنند.
مبهم سازی کدها در اکثر موارد برای جلوگیری از عمل مهندسی معکوس صورت می‌گیرد و برنامه‌نویس با انجام این عمل خطر دسترسی غیرمجاز به کدهای منبع را تا حد قابل‌توجهی کاهش می‌دهد. با انجام این عمل می‌توانند جلوی تحقق پیدا کردن هدف‌هایی چون ترجمه دوباره برنامه و تغییر کنترل آن یا یافتن آسیب‌پذیری‌ها را گرفت.

## مبهم‌سازی تفریحی
خواندن و نوشتن کدهای مبهم، همچون یک بازی ذهنی برای برنامه نویسان لذت بخش است. از همین روی تعدادی مسابقه برنامه‌نویسی همچون مسابقه بین‌المللی کدنویسی مبهم به زبان سی، مسابقه کدنویسی مبهم به زبان پرل و مسابقه بین‌المللی کدنویسی مبهم به زبان روبی ایجاد شده و به خلاقانه‌ترین کد مبهم‌سازی شده جوایزی اهدا می‌کند.

### روش‌ها
روش‌های گوناگونی برای تولید کدهای مبهم شده وجود دارند، از روش‌های معمولی که بیشتر استفاده می‌شوند می‌توان موارد زیر را نام برد:
- استفاده کردن و نکردن از فاصله‌های سفید برای تولید یک کد هنرمندانه که مفهومی (در اکثر موارد مفهومی مرتبط با کد، به‌طور مثال خروجی کد) خاص را می‌رساند.
- تولید کدهایی که به صورت خودکار خود را تولید می‌کنند.
- فشرده سازی بیش از اندازه کدها.
- تولید کدهایی معتبر که در چند زبان به خوبی کار می‌کنند.

### مثال
در معرفی کدهای مبهم شده، می‌توان به برنامه معروف مبهم‌سازی شده پرل (نسبت داده شده به Randal Schwartz) اشاره کرد که جمله «Just another Perl hacker» را به نمایش درمی‌آورد. جمله‌ای که بعدها در امضای اکثر برنامه نویسان پرل به چشم می‌خورد و بعدها آن را JAPH خواندند.
```
$_
=
'987;s/^(\d+)/$1-1/e;$1?eval:print"Just another Perl hacker,"'
;
eval
;

```

نمونه‌ای دیگر که تنها با استفاده از کلمات کلیدی زبان پرل، JAPH را چاپ می‌کند:
```
not
 
exp
 
log
 
srand
 
xor
 
s
 
qq
 
qx
 
xor

s
 
x
 
x
 
length
 
uc
 
ord
 
and
 
print
 
chr

ord
 
for
 
qw
 
q
 
join
 
use
 
sub
 
tied
 
qx

xor
 
eval
 
xor
 
print
 
qq
 
q
 
q
 
xor
 
int

eval
 
lc
 
q
 
m
 
cos
 
and
 
print
 
chr
 
ord

for
 
qw
 
y
 
abs
 
ne
 
open
 
tied
 
hex
 
exp

ref
 
y
 
m
 
xor
 
scalar
 
srand
 
print
 
qq

q
 
q
 
xor
 
int
 
eval
 
lc
 
qq
 
y
 
sqrt
 
cos

and
 
print
 
chr
 
ord
 
for
 
qw
 
x
 
printf

each
 
return
 
local
 
x
 
y
 
or
 
print
 
qq

s
 
s
 
and
 
eval
 
q
 
s
 
undef
 
or
 
oct
 
xor

time
 
xor
 
ref
 
print
 
chr
 
int
 
ord
 
lc

foreach
 
qw
 
y
 
hex
 
alarm
 
chdir
 
kill

exec
 
return
 
y
 
s
 
gt
 
sin
 
sort
 
split

```

اگرچه کدهای بعدی نامفهوم و غیرقابل درک به نظر می‌رسند، اما این کدها برنامه‌ای کامل و بینقص به زبان C هستند که پس از کامپایل، ۱۲ جمله شعر معروف ۱۲ روز کریسمس را چاپ می‌کنند. این کد تمام رشته‌های مورد نیاز برای تولید هر ۱۲ جمله را در خود به صورت رمز شده دارد و سپس با تکرار آن‌ها جملات مربوط به شعر را می‌سازد:
```
#include
 
<stdio.h>

main
(
t
,
_
,
a
)
char
 
*
a
;{
return
!
0
<
t
?
t
<
3
?
main
(
-79
,
-13
,
a
+
main
(
-87
,
1
-
_
,

main
(
-86
,
0
,
a
+
1
)
+
a
))
:
1
,
t
<
_
?
main
(
t
+
1
,
_
,
a
)
:
3
,
main
(
-94
,
-27
+
t
,
a
)
&&
t
==
2
?
_
<
13
?

main
(
2
,
_
+
1
,
"%s %d %d
\n
"
)
:
9
:
16
:
t
<
0
?
t
<
-72
?
main
(
_
,
t
,

"@n'+,#'/*{}w+/w#cdnr/+,{}r/*de}+,/*{*+,/w{%+,/w#q#n+,/#{l,+,/n{n+,/+#n+,/#\

;#q#n+,/+k#;*+,/'r :'d*'3,}{w+K w'K:'+}e#';dq#'l \

q#'+d'K#!/+k#;q#'r}eKK#}w'r}eKK{nl]'/#;#q#n'){)#}w'){){nl]'/+#n';d}rw' i;# \

){nl]!/n{n#'; r{#w'r nc{nl]'/#{l,+'K {rw' iK{;[{nl]'/w#q#n'wk nw' \

iwk{KK{nl]!/w{%'l##w#' i; :{nl]'/*{q#'ld;r'}{nlwb!/*de}'c \

;;{nl'-{}rw]'/+,}##'*}#nc,',#nw]'/+kd'+e}+;#'rdq#w! nr'/ ') }+}{rl#'{n' ')# \

}'+}##(!!/"
)

:
t
<
-50
?
_
==
 
*
a
?
putchar
(
31
[
a
])
:
main
(
-65
,
_
,
a
+
1
)
:
main
((
*
a
 
==
'/'
)
+
t
,
_
,
a
+
1
)

  
:
0
<
t
?
main
(
2
,
2
,
"%s"
)
:*
a
==
'/'
||
main
(
0
,
main
(
-61
,
*
a
,

"!ek;dc i@bK'(q)-[w]*%n+r3#l,{}:
\n
uwloca-O;m .vpbks,fxntdCeghiry"
),
a
+
1
);}

```

حتی با زبان پایتون نیز می‌توان کدها را مبهم‌سازی کرد، کد زیر نمونه این عمل در زبان پایتون است:
```
# Primes < 1000

print
 
filter
(
None
,
map
(
lambda
 
y
:
y
*
reduce
(
lambda
 
x
,
y
:
x
*
y
!=
0
,

map
(
lambda
 
x
,
y
=
y
:
y
%
x
,
range
(
2
,
int
(
pow
(
y
,
0.5
)
+
1
))),
1
),
range
(
2
,
1000
)))

# First 10 Fibonacci numbers

print
 
map
(
lambda
 
x
,
f
=
lambda
 
x
,
f
:(
x
<=
1
)
 
or
 
(
f
(
x
-
1
,
f
)
+
f
(
x
-
2
,
f
)):
 
f
(
x
,
f
),

range
(
10
))

# Mandelbrot set

print
 
(
lambda
 
Ru
,
Ro
,
Iu
,
Io
,
IM
,
Sx
,
Sy
:
reduce
(
lambda
 
x
,
y
:
x
+
y
,
map
(
lambda
 
y
,

Iu
=
Iu
,
Io
=
Io
,
Ru
=
Ru
,
Ro
=
Ro
,
Sy
=
Sy
,
L
=
lambda
 
yc
,
Iu
=
Iu
,
Io
=
Io
,
Ru
=
Ru
,
Ro
=
Ro
,
i
=
IM
,

Sx
=
Sx
,
Sy
=
Sy
:
reduce
(
lambda
 
x
,
y
:
x
+
y
,
map
(
lambda
 
x
,
xc
=
Ru
,
yc
=
yc
,
Ru
=
Ru
,
Ro
=
Ro
,

i
=
i
,
Sx
=
Sx
,
F
=
lambda
 
xc
,
yc
,
x
,
y
,
k
,
f
=
lambda
 
xc
,
yc
,
x
,
y
,
k
,
f
:(
k
<=
0
)
or
 
(
x
*
x
+
y
*
y

>=
4.0
)
 
or
 
1
+
f
(
xc
,
yc
,
x
*
x
-
y
*
y
+
xc
,
2.0
*
x
*
y
+
yc
,
k
-
1
,
f
):
f
(
xc
,
yc
,
x
,
y
,
k
,
f
):
chr
(

64
+
F
(
Ru
+
x
*
(
Ro
-
Ru
)
/
Sx
,
yc
,
0
,
0
,
i
)),
range
(
Sx
))):
L
(
Iu
+
y
*
(
Io
-
Iu
)
/
Sy
),
range
(
Sy

))))(
-
2.1
,
 
0.7
,
 
-
1.2
,
 
1.2
,
 
30
,
 
80
,
 
24
)

#    \___ ___/  \___ ___/  |   |   |__ lines on screen

#        V          V      |   |______ columns on screen

#        |          |      |__________ maximum of "iterations"

#        |          |_________________ range on y axis

#        |____________________________ range on x axis

```

در مثالی دیگر می‌توان برنامه زیر که اعداد اول کوچک‌تر از ۱۰۰ را یافته و چاپ می‌کند را با تعییر تابع primes مبهم‌سازی کرد : 
```
void
 
primes
(
int
 
cap
)
 
{

  
int
 
i
,
 
j
,
 
composite
;

  
for
(
i
 
=
 
2
;
 
i
 
<
 
cap
;
 
i
++
)
 
{

    
composite
 
=
 
0
;

    
for
(
j
 
=
 
2
;
 
j
 
<
 
i
;
 
j
++
)

      
composite
 
+=
 
!
(
i
 
%
 
j
);

    
if
(
!
composite
)

      
printf
(
"%d
\t
"
,
 
i
);

  
}

}

int
 
main
()
 
{

  
primes
(
100
);

}

```

کد بالا پس از اعمال تغییرات مبهم‌سازی چون:
- جایگزینی حلقه‌های for با یک حلقه while به همراه دستورها تو در توی if-else
- بازنویسی حلقه while را به صورت بازگشتی
- تبدیل دستورها if-else را به کاراکترهای تکی مشابه
- از بین بردن متغیرهای میانی جهت مخفی سازی هدف و نتیجه تابع
- تغییر نام متغیرها به کاراکترهایی چون _ و __
- پاک کردن فاصله‌های سفید و پرانتزهای غیر ضروری

به شکل زیر تغییر می‌کند:
```
_
(
__
,
___
,
____
){
___
/
__
<=
1
?
_
(
__
,
___
+
1
,
____
)
:!
(
___
%
__
)
?
_
(
__
,
___
+
1
,
0
)
:
___
%
__
==
___
/

__
&&!
____
?
(
printf
(
"%d
\t
"
,
___
/
__
),
_
(
__
,
___
+
1
,
0
))
:
___
%
__
>
1
&&
___
%
__
<
___
/
__
?
_
(
__
,
1
+

___
,
____
+!
(
___
/
__
%
(
___
%
__
)))
:
___
<
__
*
__
?
_
(
__
,
___
+
1
,
____
)
:
0
;}
main
(){
_
(
100
,
0
,
0
);}

```

از جمله بدافزارهای مبهم‌سازی‌شده می‌توان از تروجان Emotet نام برد.

## مزایای مبهم‌سازی کد
مبهم‌سازی خودکار کد مزایای قابل شمارشی دارد که بهره‌گیری از آن در پلاتفرم‌های گوناگون را محبوب کرده‌است. در برخی زبان‌های برنامه‌نویسی سطح بالا (همچون جاوا، اندروید و دات نت) مترجم‌های وارون رایگان به سادگی می‌توانند کدماشین یا یک کتابخانه را مهندسی معکوس کرده و به کد منبع بازگردانند؛ بنابراین بزرگترین مزیت مبهم‌سازی خودکار کدها، محافظت از حقوق معنوی نهفته در نرم‌افزار است، به‌طوری‌که با پیچیده و سخت سازی عمل مهندسی معکوس، آن را از لحاظ اقتصادی پرهزینه می‌سازد. از دیگر مزیت‌های مبهم‌سازی کدها می‌توان به کمک در محافظت از مکانیزم پروانه نرم‌افزار در برابر دسترسی غیرمجاز و فشرده سازی کد ماشین اشاره کرد.

## معایب مبهم‌سازی کد
درحالی که مبهم‌سازی کدها، خواندن، بازنویسی یا مهندسی معکوس کدها را مشکل و غیر اقتصادی می‌کند، لزوماً آن را غیرممکن نمی‌سازد. علاوه بر این مبهم سازی کدها ممکن است جهت مخفی سازی یک عمل خرابکارانه صورت بگیرد، از این رو برخی نرم‌افزارهای ضدبدافزار همچون AVG در صورت مشاهده یک کد مبهم‌سازی شده به صورت دستی، به کاربر هشدار می‌دهد. با این حال ممکن است برخی توسعه دهندگان از مبهم‌سازی برای افزایش امنیت دسترسی غیرمجاز به کدها یا کاهش اندازه باینری نهایی بهره بگیرند، از این رو کاربران معمولی نباید انتظار داشته باشند که نرم‌افزارهای ضدبدافزار در صورت مشاهده یک تکه کد مبهم‌سازی شده بی‌ضرر، هشدار تولید کنند.

## نرم‌افزارهای مبهم‌سازی
در حال حاضر ابزارهای گوناگونی جهت مبهم‌سازی خودکار کدها موجود است. این نرم‌افزارها ابزارهای تحقیقاتی ایجاد شده توسط دانشگاهیان، ابزارهای سرگرمی، محصولات تجاری ایجاد شده توسط تولیدگران حرفه‌ای و نرم‌افزارهای منبع باز را شامل می‌شود. در مقابل ابزارهایی خودکار جهت معکوس سازی عمل مبهم‌سازی نیز موجود است.
بیشتر ابزارهای مبهم‌سازی با تغییر ساختار و شمایل کد منبع و یا کدمیانی (همچون بایت‌کدهای استفاده شده در جاوا و دات‌نت) کار خود را پیش می‌برند، با این حال ابزارهایی جهت مبهم سازی مستقیم کد ماشین نیز موجود است.

## مبهم‌سازی و پروانه کپی‌لفت
در گذشته مناظره ای دربارهٔ دربارهٔ قانونی یا غیرقانونی بودن نشر کد منبع به صورت مبهم سازی شده تحت پروانه کپی‌لفت در جریان بود، چرا که در این رویکرد نویسندهٔ کد، رضایت کمتری از انتشار کدهای خود دارد. این مسئله در پروانه عمومی همگانی گنو برطرف شد، در این پروانه کد منبع به یک نسخه برگزیده از کد منبع گفته می‌شود و کد مبهم‌سازی شده یک کد منبع واقعی محسوب نمی‌شود.